# 타지키스탄의 대외 관계
타지키스탄의 대외 관계는 타지키스탄의 독립을 보장하면서 외국인 투자를 확보하고 지역 안보를 증진하려는 열망에 기반을 두고 있다. 시로지딘 무흐리딘은 현재 타지키스탄 외무부 장관이다.

## 논쟁
주요 국경 협상에는 우즈베키스탄과 국경을 구분하고 경계를 설정하기 위한 협상이 시작되었지만, 이스파라 계곡의 분쟁으로 인해 키르기스스탄과의 경계 설정이 지연되고 있다.

## 각국별 대외 관계

### 아시아

#### 대한민국
1992년부터 1993년까지 대한민국은 아프가니스탄 위기 동안 타지키스탄에 5만 달러 상당의 원조와 50만 달러 상당의 장비를 제공해 왔다.

#### 이란
소련 붕괴 이후 타지키스탄은 이란과 긴밀한 관계를 유지하며 페르시아인의 공통 정체성을 통해 도움을 받았다. 이란은 두샨베에 대사관을 설립한 최초의 국가였다. 또한 1991년 새로 독립한 타지키스탄에 대한 외교적 인정을 확대한 최초의 국가 중 하나이기도 한다. 이란은 외교적 지원을 제공하고 타지키스탄 내에 새로운 모스크를 건설했다. 타지키스탄 내 이란 문화의 부활로 인해 이란은 컨퍼런스, 미디어, 영화제를 통해 문화 교류를 장려하는 데 도움을 주었다. 타지키스탄에서는 이란 텔레비전 프로그램, 잡지, 책이 점점 더 보편화되고 있다.
그러나 두 나라의 공통점에도 불구하고 큰 차이가 있다. 타지키스탄의 공산주의 이후 정부는 세속적인 반면 이란의 정부는 이슬람적이다. 또한 이란은 주로 시아파 국가인 반면 타지키스탄은 수니파이다. 타지키스탄 이슬람 부흥 운동의 주요 인사들은 이란이 타지키스탄을 옹호하는 어떤 이슬람 정부의 모델이 되지 않을 것이라고 말했다.

### 유럽

#### 러시아
2005년까지 러시아는 아프가니스탄과 타지키스탄 국경을 관리하는 11,000명의 국경 경비대를 보유하고 있었다. 2012년 9월, 수개월 간의 협상 끝에 러시아와 타지키스탄은 타지키스탄 기지 건설 비용을 지불하기로 합의하고 임대 기간을 20년 또는 29년으로 연장했다. 이 기지는 201차 모터 라이플 사단의 9,000명의 러시아 군대에 사용된다. 타지키스탄과의 새로운 계약으로 러시아는 점령하고 있는 4개의 군 캠프와 1개의 공군 기지를 업그레이드할 가치가 있다. 장기 임대를 위해 러시아는 타지키스탄 무기와 군사 장비를 대폭 할인된 가격에 판매하고 계약 기간 동안 러시아 학교에서 타지키스탄 장교를 무료로 훈련시키기로 합의했다. 타지키스탄은 또한 헤로인이 러시아에 유입되지 않도록 지원하겠다고 약속했다.